# Burayu
Burayu – miasto w Etiopii; w stanie Oromia. Według danych szacunkowych w 2015 roku liczyło 71 900 mieszkańców.